# Добрович (Нова Буковиця)
Добрович (хорв. Dobrović) — населений пункт у Хорватії, у Вировитицько-Подравській жупанії у складі громади Нова Буковиця.

## Населення
Населення за даними перепису 2011 року становило 128 осіб.
Динаміка чисельності населення поселення:

## Клімат
Середня річна температура становить 11,29 °C, середня максимальна – 25,84 °C, а середня мінімальна – -5,97 °C. Середня річна кількість опадів – 732 мм.
| Клімат поселення                              | Клімат поселення | Клімат поселення | Клімат поселення | Клімат поселення | Клімат поселення | Клімат поселення | Клімат поселення | Клімат поселення | Клімат поселення | Клімат поселення | Клімат поселення | Клімат поселення | Клімат поселення |
| Показник                                      | Січ.             | Лют.             | Бер.             | Квіт.            | Трав.            | Черв.            | Лип.             | Серп.            | Вер.             | Жовт.            | Лист.            | Груд.            |                  |
| Середній максимум, °C                         | 5,88             | 8,19             | 12,80            | 17,34            | 22,80            | 25,84            | 25,62            | 25,00            | 20,60            | 15,32            | 9,55             | 5,46             |                  |
| Середня температура, °C                       | −0,05            | 2,30             | 6,90             | 11,40            | 16,88            | 19,92            | 21,72            | 21,10            | 16,70            | 11,40            | 5,64             | 1,59             |                  |
| Середній мінімум, °C                          | −5,97            | −3,65            | 1,00             | 5,50             | 10,98            | 14,00            | 17,82            | 17,20            | 12,81            | 7,52             | 1,74             | −2,35            |                  |
| Норма опадів, мм                              | 44               | 41               | 44               | 58               | 71               | 91               | 67               | 68               | 57               | 63               | 72               | 56               |                  |
| Середньомісячна швидкість вітру, м/с          | 2.18             | 2.40             | 2.70             | 2.60             | 2.30             | 2.18             | 2.10             | 1.90             | 1.90             | 2.00             | 2.10             | 2.20             |                  |
| Середньомісячна сонячна радіація, кДж/м²·день | 4117             | 6865             | 10775            | 15216            | 19242            | 21275            | 22128            | 19968            | 14766            | 9103             | 4675             | 3493             |                  |
| --------------------------------------------- | ---------------- | ---------------- | ---------------- | ---------------- | ---------------- | ---------------- | ---------------- | ---------------- | ---------------- | ---------------- | ---------------- | ---------------- | ---------------- |
| Джерело:                                      |                  |                  |                  |                  |                  |                  |                  |                  |                  |                  |                  |                  |                  |